# Мофлень
Мофлень, Мофлені (рум. Mofleni) — село у повіті Долж в Румунії. Адміністративно підпорядковане місту Крайова.
Село розташоване на відстані 186 км на захід від Бухареста, 5 км на південний захід від Крайови.

## Населення
За даними перепису населення 2002 року у селі проживала 1641 особа.
Національний склад населення села:
| Національність | Кількість осіб | Відсоток |
| -------------- | -------------- | -------- |
| румуни         | 1343           | 81,8%    |
| цигани         | 296            | 18,0%    |

Рідною мовою назвали:
| Мова      | Кількість осіб | Відсоток |
| --------- | -------------- | -------- |
| румунська | 1425           | 86,8%    |
| циганська | 215            | 13,1%    |